# Castet-Arrouy
Pour les articles homonymes, voir Castet.
Castet-Arrouy (Castètharroi en occitan) est une commune française située dans le département du Gers en région Occitanie. Sur le plan historique et culturel, la commune est dans la Lomagne, une ancienne circonscription de la province de Gascogne ayant titre de vicomté, surnommée « Toscane française ».
Exposée à un climat océanique altéré, elle est drainée par l'Auroue et par divers autres petits cours d'eau.
Castet-Arrouy est une commune rurale qui compte 174 habitants en 2022, après avoir connu un pic de population de 405 habitants en 1831.  Elle fait partie de l'aire d'attraction de Lectoure. Ses habitants sont appelés les Castet-Arroyais ou  Castet-Arroyaises.
Le patrimoine architectural de la commune comprend un immeuble protégé au titre des monuments historiques : l'église Sainte-Blandine, inscrite en 1999.

## Géographie

### Localisation
La commune de Castet-Arrouy se situe dans le canton de Lectoure-Lomagne et dans l'arrondissement de Condom dans le nord-est du département du Gers, près du département de Tarn-et-Garonne.

### Communes limitrophes
Les communes limitrophes sont  Lectoure, Miradoux, Plieux et Sainte-Mère.
| Sainte-Mère |               | Miradoux |
| Lectoure    | Castet-Arrouy |          |
|             |               | Plieux   |

### Géologie et relief
Castet-Arrouy se situe en zone de sismicité 1 (sismicité très faible).

### Hydrographie

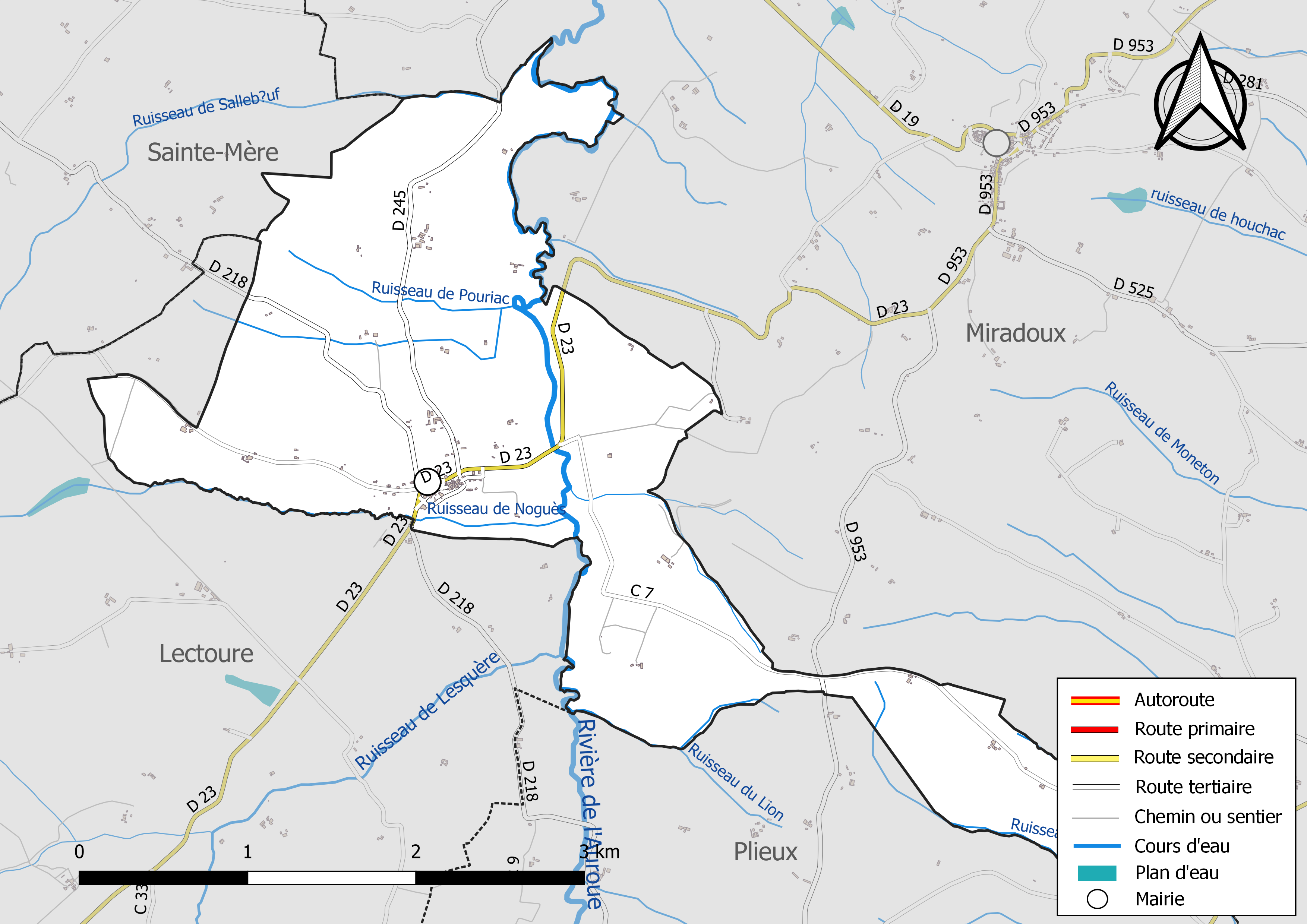
Réseaux hydrographique et routier de Castet-Arrouy.

La commune est dans le bassin de la Garonne, au sein du bassin hydrographique Adour-Garonne. Elle est drainée par l'Auroue, le ruisseau de Noguès, le ruisseau de Pouriac, le ruisseau de Sallebuf, le ruisseau d'Escaneqat, le ruisseau du Lion et par divers petits cours d'eau, qui constituent un réseau hydrographique de 14 km de longueur totale,.
L'Auroue, d'une longueur totale de 62,4 km, prend sa source dans la commune de Crastes et s'écoule vers le nord. Il traverse la commune et se jette dans la Garonne à Saint-Romain-le-Noble, après avoir traversé 26 communes.

### Climat
Pour des articles plus généraux, voir Climat de l'Occitanie et Climat du Gers.
En 2010, le climat de la commune est de type climat du Bassin du Sud-Ouest, selon une étude s'appuyant sur une série de données couvrant la période 1971-2000. En 2020, Météo-France publie une typologie des climats de la France métropolitaine dans laquelle la commune est exposée à un climat océanique altéré et est dans la région climatique Aquitaine, Gascogne, caractérisée par une pluviométrie abondante au printemps, modérée en automne, un faible ensoleillement au printemps, un été chaud (19,5 °C), des vents faibles, des brouillards fréquents en automne et en hiver et des orages fréquents en été (15 à 20 jours).
Pour la période 1971-2000, la température annuelle moyenne est de 13,5 °C, avec une amplitude thermique annuelle de 15,4 °C. Le cumul annuel moyen de précipitations est de 737 mm, avec 9,9 jours de précipitations en janvier et 6,1 jours en juillet. Pour la période 1991-2020, la température moyenne annuelle observée sur la station météorologique la plus proche, située sur la commune de Mauroux à 11 km à vol d'oiseau, est de 14,0 °C et le cumul annuel moyen de précipitations est de 677,6 mm,. Pour l'avenir, les paramètres climatiques de la commune estimés pour 2050 selon différents scénarios d'émission de gaz à effet de serre sont consultables sur un site dédié publié par Météo-France en novembre 2022.

### Milieux naturels et biodiversité
Aucun espace naturel présentant un intérêt patrimonial n'est recensé sur la commune dans l'inventaire national du patrimoine naturel,,.

## Urbanisme

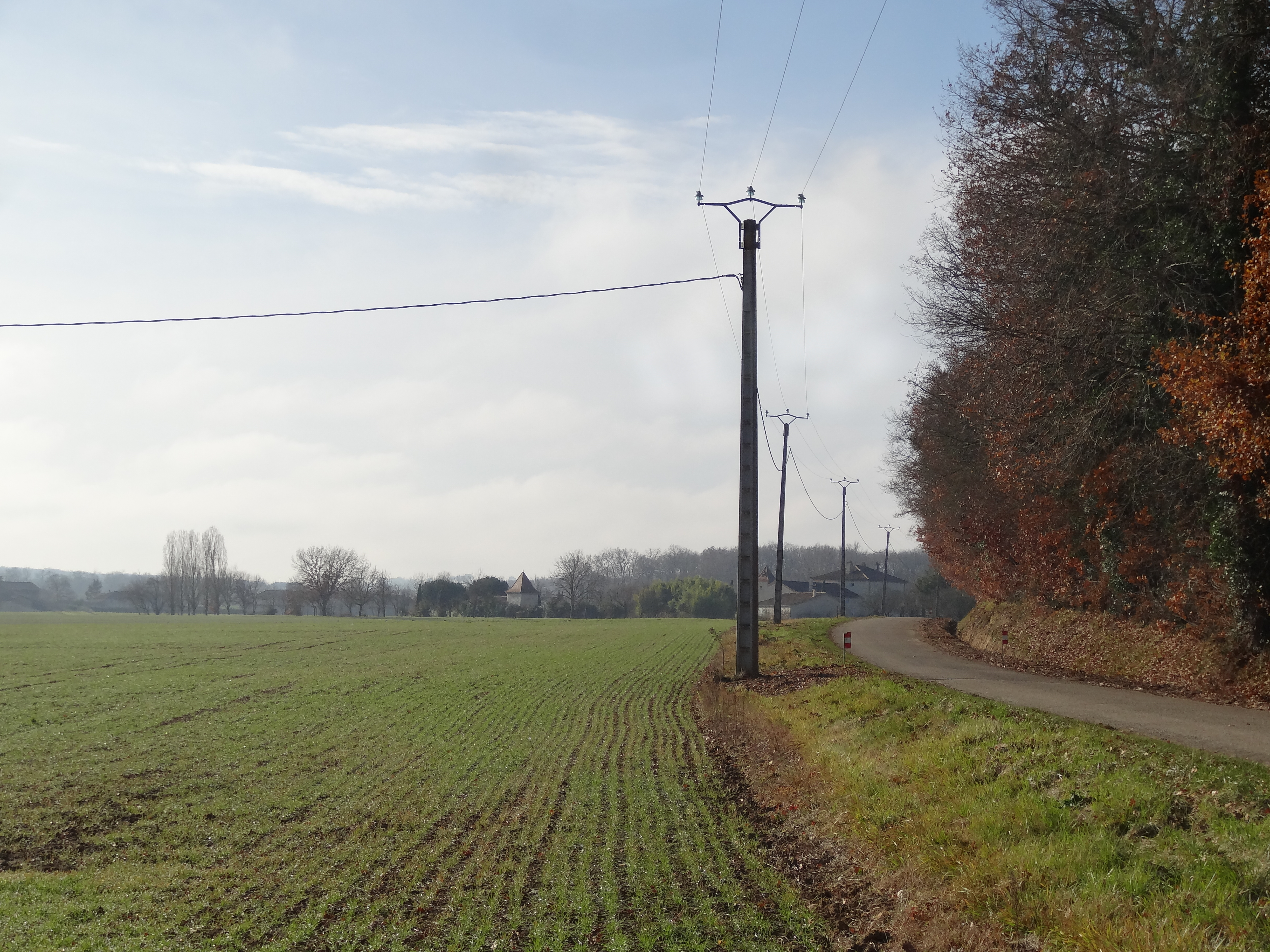
Vallée et pigeonnier dans la partie nord de Castet-Arrouy. La commune s'inscrit dans un cadre rural.

### Typologie
Au 1er janvier 2024, Castet-Arrouy est catégorisée commune rurale à habitat dispersé, selon la nouvelle grille communale de densité à sept niveaux définie par l'Insee en 2022.
Elle est située hors unité urbaine. Par ailleurs la commune fait partie de l'aire d'attraction de Lectoure, dont elle est une commune de la couronne,. Cette aire, qui regroupe 13 communes, est catégorisée dans les aires de moins de 50 000 habitants,.

### Occupation des sols
L'occupation des sols de la commune, telle qu'elle ressort de la base de données européenne d’occupation biophysique des sols Corine Land Cover (CLC), est marquée par l'importance des territoires agricoles (93,1 % en 2018), une proportion identique à celle de 1990 (93,1 %). La répartition détaillée en 2018 est la suivante : 
terres arables (83,7 %), cultures permanentes (9,4 %), forêts (6,9 %). L'évolution de l’occupation des sols de la commune et de ses infrastructures peut être observée sur les différentes représentations cartographiques du territoire : la carte de Cassini (XVIIIe siècle), la carte d'état-major (1820-1866) et les cartes ou photos aériennes de l'IGN pour la période actuelle (1950 à aujourd'hui).

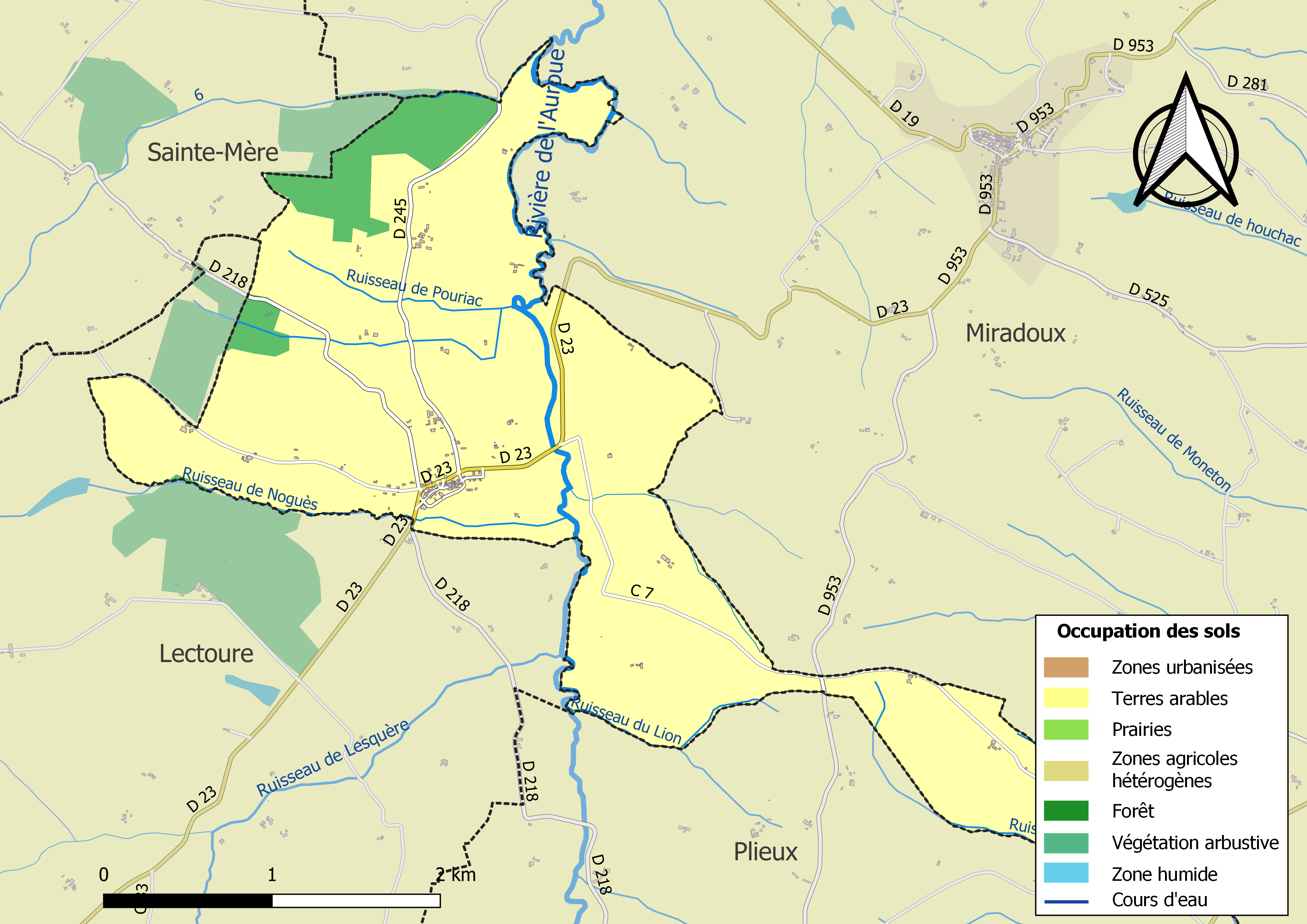
Carte des infrastructures et de l'occupation des sols de la commune en 2018 (CLC).

### Voies de communication et transports

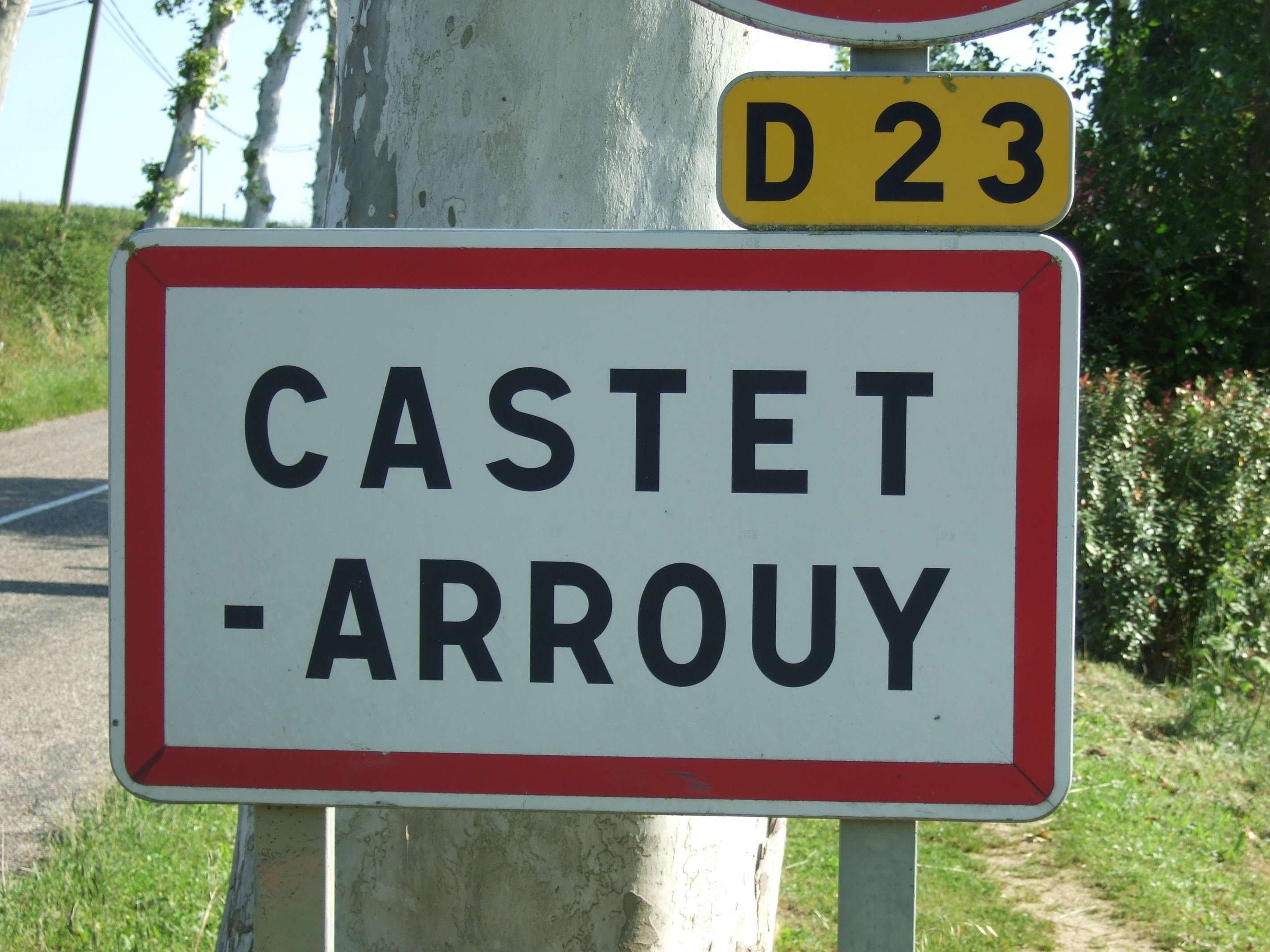
Panneau de l'entrée sud-ouest du village sur la D23.

### Risques majeurs
Le territoire de la commune de Castet-Arrouy est vulnérable à différents aléas naturels : météorologiques (tempête, orage, neige, grand froid, canicule ou sécheresse) et séisme (sismicité très faible). Un site publié par le BRGM permet d'évaluer simplement et rapidement les risques d'un bien localisé soit par son adresse soit par le numéro de sa parcelle.

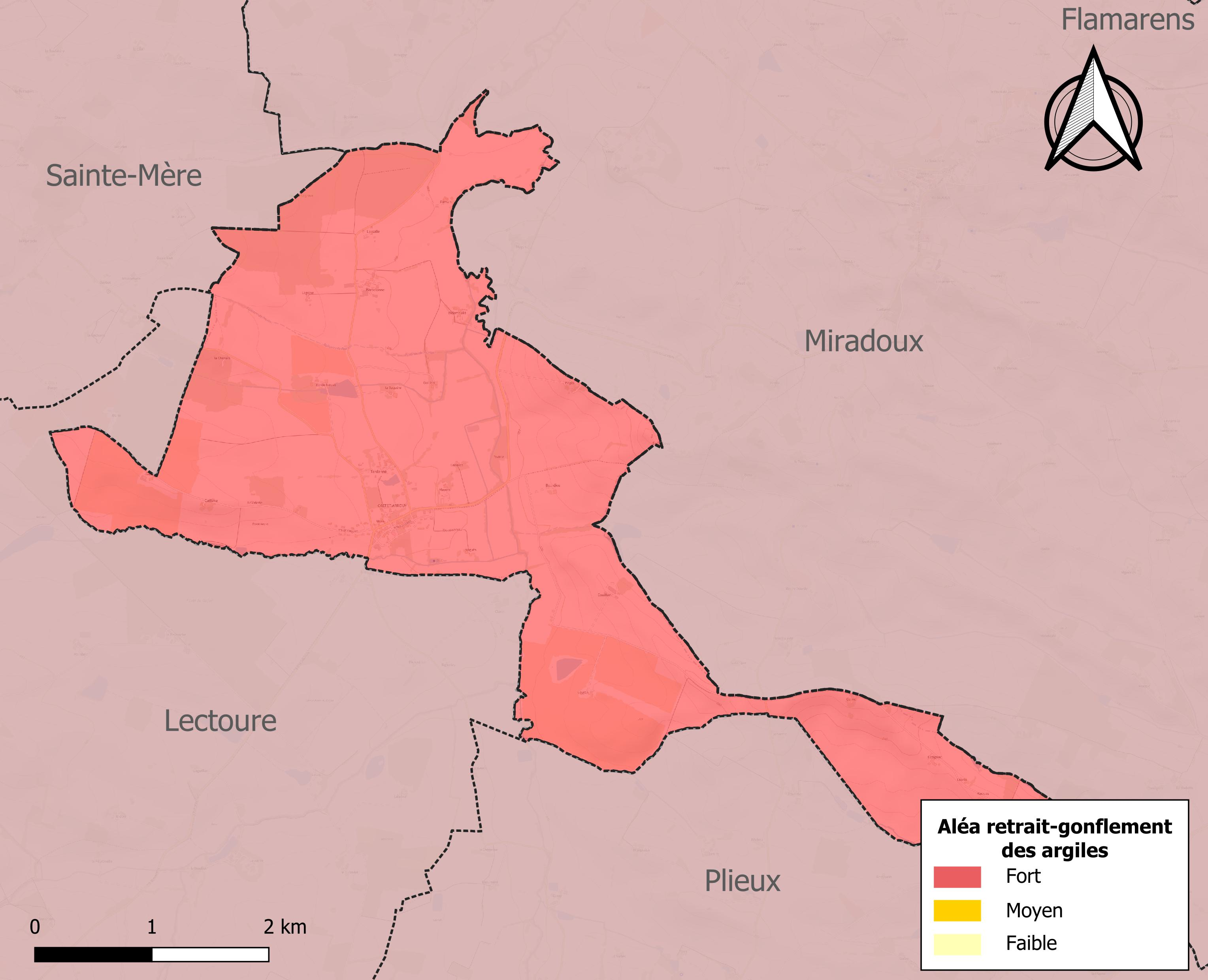
Carte des zones d'aléa retrait-gonflement des sols argileux de Castet-Arrouy.

Le retrait-gonflement des sols argileux est susceptible d'engendrer des dommages importants aux bâtiments en cas d’alternance de périodes de sécheresse et de pluie. La totalité de la commune est en aléa moyen ou fort (94,5 % au niveau départemental et 48,5 % au niveau national). Sur les 84 bâtiments dénombrés sur la commune en 2019, 84 sont en aléa moyen ou fort, soit 100 %, à comparer aux 93 % au niveau départemental et 54 % au niveau national. Une cartographie de l'exposition du territoire national au retrait gonflement des sols argileux est disponible sur le site du BRGM,.
Par ailleurs, afin de mieux appréhender le risque d’affaissement de terrain, l'inventaire national des cavités souterraines permet de localiser celles situées sur la commune.
La commune a été reconnue en état de catastrophe naturelle au titre des dommages causés par les inondations et coulées de boue survenues en 1988, 1999, 2009 et 2018. Concernant les mouvements de terrains, la commune a été reconnue en état de catastrophe naturelle au titre des dommages causés par la sécheresse en 2016 et par des mouvements de terrain en 1999.

## Toponymie
L'étymologie château rouge, que certains ont cru pouvoir avancer, doit être contestée car elle ne repose sur aucun élément sérieux, il faut plutôt y voir une erreur de transcription du mot arroy (rouge) en lieu et place du mot gascon arrolh de même consonance mais de sens tout à fait différent.
Arrolh (arrolhar, arrolhada, arrolhadís) adjectif masculin dérivé du verbe gascon arrolhar (entraîner, faire rouler violemment) désigne quelque chose de jeté à bas, d'effondré.
Ainsi Castèth Arrolh serait en fait un château de terre et de bois détruit ou rasé pour des raisons diverses il y a fort longtemps, mais que la tradition orale a toujours conservé en mémoire.

## Politique et administration

### Liste des maires

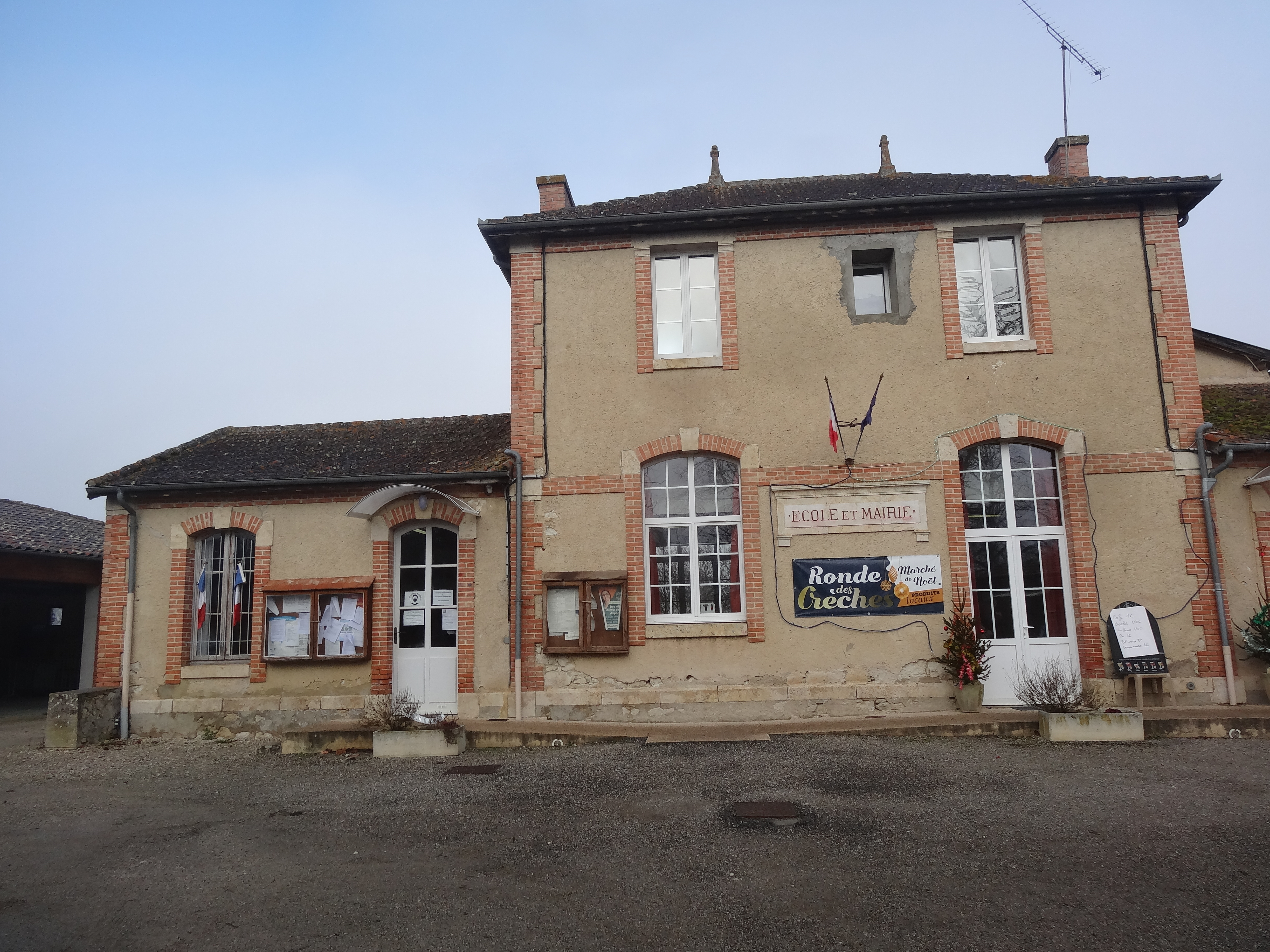
La mairie.

| Période                                  | Période  | Identité           | Étiquette | Qualité |
| ---------------------------------------- | -------- | ------------------ | --------- | ------- |
| avant 1995                               | ?        | Gérard Rumeau      | DVD       |         |
| 2001                                     | 2014     | Albert Sala        | DVD       |         |
| 2014                                     | En cours | Robert Laffourcade |           |         |
| Les données manquantes sont à compléter. |          |                    |           |         |

## Population et société

### Démographie
L'évolution du nombre d'habitants est connue à travers les recensements de la population effectués dans la commune depuis 1793. Pour les communes de moins de 10 000 habitants, une enquête de recensement portant sur toute la population est réalisée tous les cinq ans, les populations de référence des années intermédiaires étant quant à elles estimées par interpolation ou extrapolation. Pour la commune, le premier recensement exhaustif entrant dans le cadre du nouveau dispositif a été réalisé en 2004.

En 2022, la commune comptait 174 habitants, en évolution de −5,43 % par rapport à 2016 (Gers : +1,04 %, France hors Mayotte : +2,11 %).
| 1793 | 1800 | 1806 | 1821 | 1831 | 1841 | 1846 | 1851 | 1856 |
| ---- | ---- | ---- | ---- | ---- | ---- | ---- | ---- | ---- |
| 281  | 284  | 287  | 345  | 405  | 363  | 360  | 356  | 343  |

| 1861 | 1866 | 1872 | 1876 | 1881 | 1886 | 1891 | 1896 | 1901 |
| ---- | ---- | ---- | ---- | ---- | ---- | ---- | ---- | ---- |
| 347  | 312  | 308  | 278  | 291  | 286  | 288  | 270  | 269  |

| 1906 | 1911 | 1921 | 1926 | 1931 | 1936 | 1946 | 1954 | 1962 |
| ---- | ---- | ---- | ---- | ---- | ---- | ---- | ---- | ---- |
| 236  | 226  | 162  | 169  | 174  | 165  | 169  | 137  | 163  |

| 1968 | 1975 | 1982 | 1990 | 1999 | 2004 | 2006 | 2009 | 2014 |
| ---- | ---- | ---- | ---- | ---- | ---- | ---- | ---- | ---- |
| 174  | 145  | 133  | 132  | 144  | 171  | 191  | 181  | 179  |

| 2019 | 2022 | - | - | - | - | - | - | - |
| ---- | ---- | - | - | - | - | - | - | - |
| 173  | 174  | - | - | - | - | - | - | - |

### Manifestations culturelles et festivités

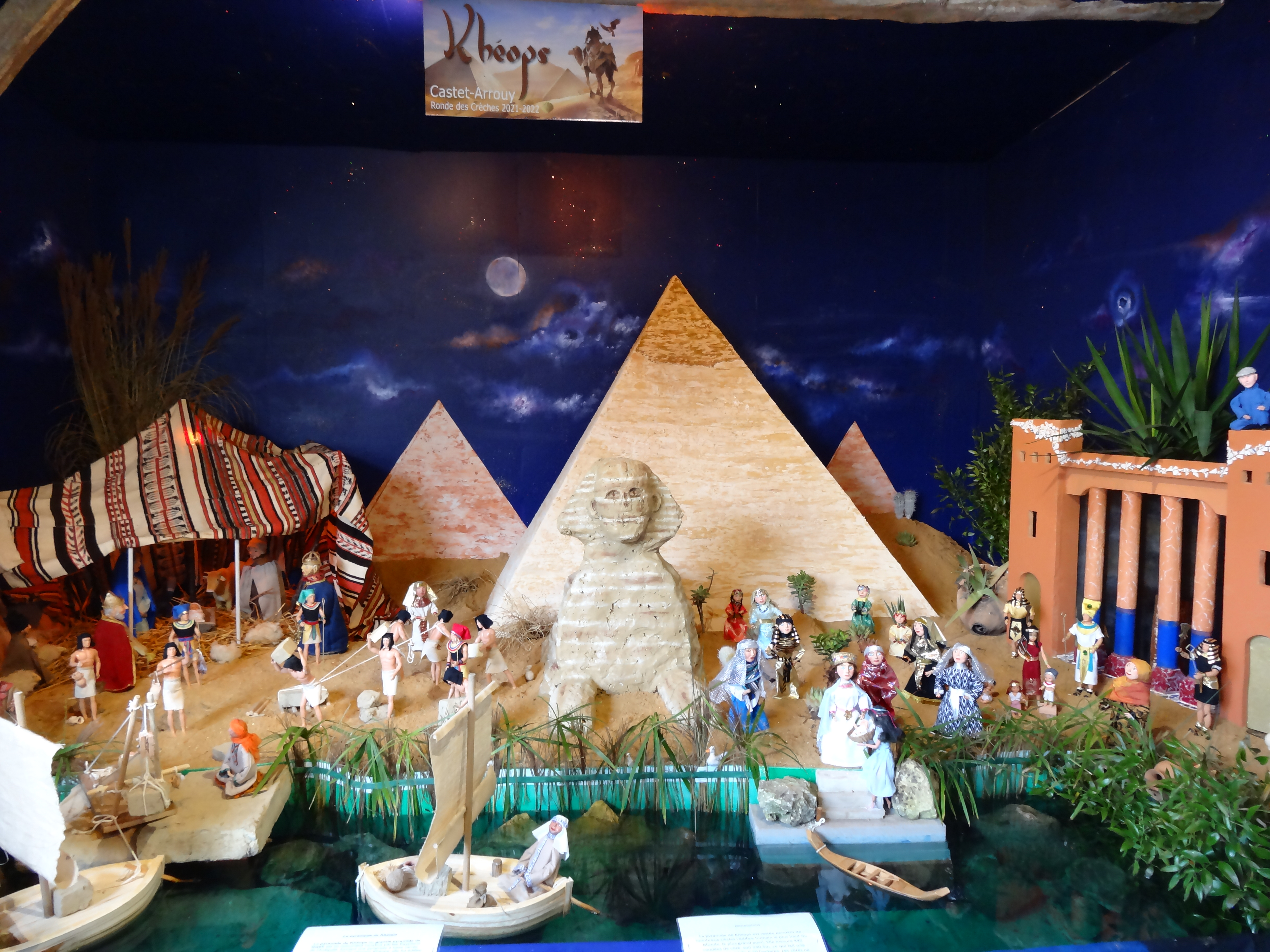
La crèche de Castet-Arrouy en décembre 2021.

Castet-Arrouy fait partie des huit communes qui participent à la Ronde des Crèches, une manifestation hivernale où chaque village expose une crèche d'après un thème commun qui diffère chaque année.

## Économie

### Revenus
En 2018  (données Insee publiées en septembre 2021), la commune compte 63 ménages fiscaux, regroupant 172 personnes. La médiane du revenu disponible par unité de consommation est de 20 940 € (20 820 € dans le département).

### Emploi
|                | 2008  | 2013  | 2018   |
| -------------- | ----- | ----- | ------ |
| Commune        | 5,5 % | 6,5 % | 10,2 % |
| Département    | 6,1 % | 7,5 % | 8,2 %  |
| France entière | 8,3 % | 10 %  | 10 %   |

En 2018, la population âgée de 15 à 64 ans s'élève à 112 personnes, parmi lesquelles on compte 73,2 % d'actifs (63 % ayant un emploi et 10,2 % de chômeurs) et 26,8 % d'inactifs,. En  2018, le taux de chômage communal (au sens du recensement) des 15-64 ans est supérieur à celui du département et de la France, alors qu'en 2008 la situation était inverse.
La commune fait partie de la couronne de l'aire d'attraction de Lectoure, du fait qu'au moins 15 % des actifs travaillent dans le pôle,. Elle compte 40 emplois en 2018, contre 34 en 2013 et 26 en 2008. Le nombre d'actifs ayant un emploi résidant dans la commune est de 73, soit un indicateur de concentration d'emploi de 54,4 % et un taux d'activité parmi les 15 ans ou plus de 56,3 %.
Sur ces 73 actifs de 15 ans ou plus ayant un emploi, 27 travaillent dans la commune, soit 37 % des habitants. Pour se rendre au travail, 87,1 % des habitants utilisent un véhicule personnel ou de fonction à quatre roues, 5,7 % s'y rendent en deux-roues, à vélo ou à pied et 7,2 % n'ont pas besoin de transport (travail au domicile).

### Activités hors agriculture
21 établissements sont implantés  à Castet-Arrouy au 31 décembre 2019. Le tableau ci-dessous en détaille le nombre par secteur d'activité et compare les ratios avec ceux du département,.
Le secteur des autres activités de services est prépondérant sur la commune puisqu'il représente 33,3 % du nombre total d'établissements de la commune (7 sur les 21 entreprises implantées  à Castet-Arrouy), contre 8,3 % au niveau départemental.

### Agriculture
|               | 1988 | 2000 | 2010 | 2020 |
| ------------- | ---- | ---- | ---- | ---- |
| Exploitations | 16   | 13   | 9    | 8    |
| SAU (ha)      | 750  | 732  | 616  | 579  |

La commune est dans la Lomagne, une petite région agricole occupant le nord-est du département du Gers. En 2020, l'orientation technico-économique de l'agriculture  sur la commune est la polyculture et/ou le polyélevage. Huit exploitations agricoles ayant leur siège dans la commune sont dénombrées lors du recensement agricole de 2020 (16 en 1988). La superficie agricole utilisée est de 579 ha,,.

## Culture locale et patrimoine

### Lieux et monuments
- Église Sainte-Blandine, façade et clocher à base carrée, surmonté d'un étage octogonal, XVIe siècle, nef et chœur refaits au XIXe siècle. Le chœur a été orné de peintures murales par le peintre Paul Noël Lasseran en 1901 (bestiaire fantastique), restaurées récemment.

L'église Sainte-Blandine
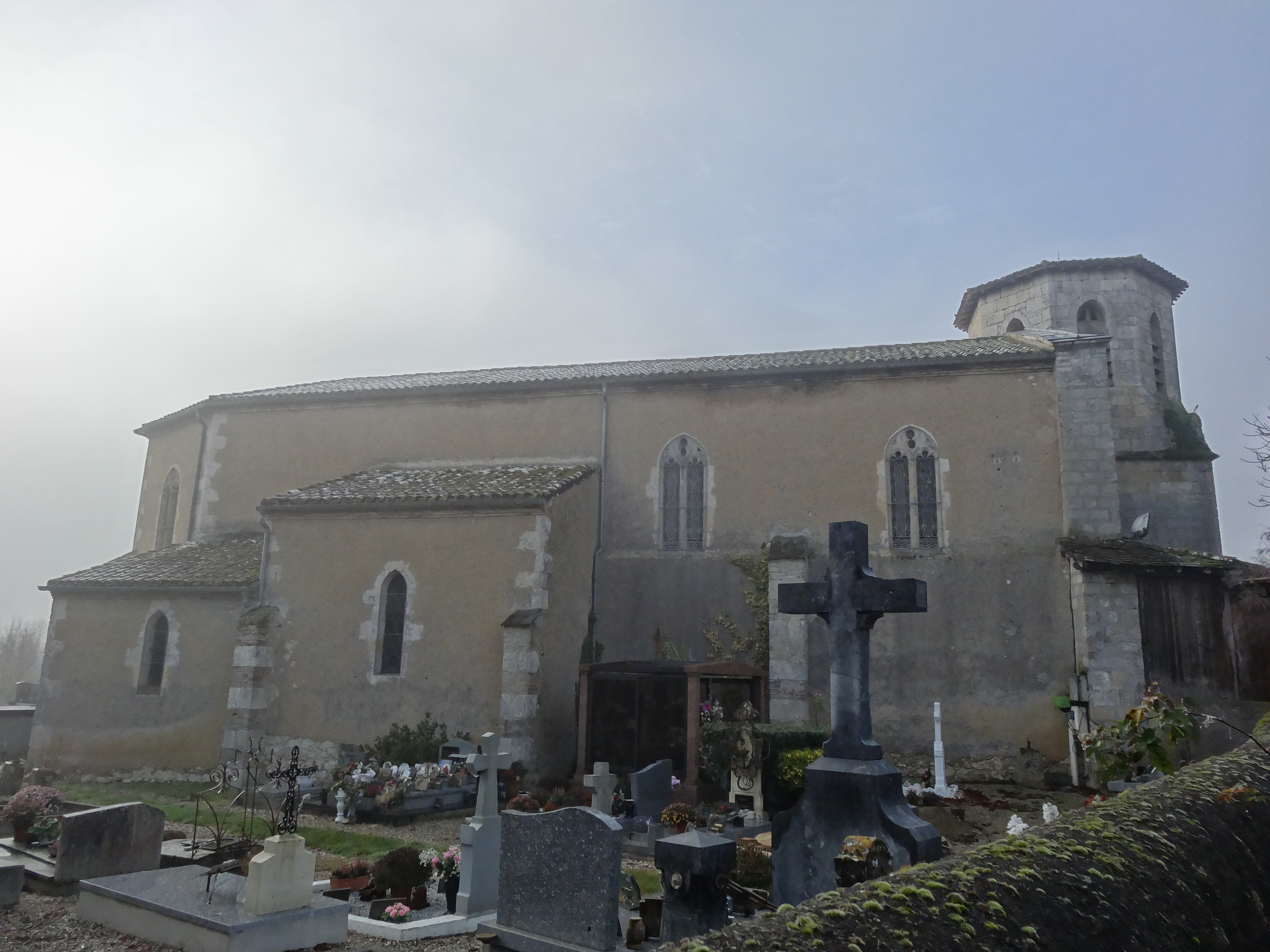
L'église et le cimetière adjacent en 2021.
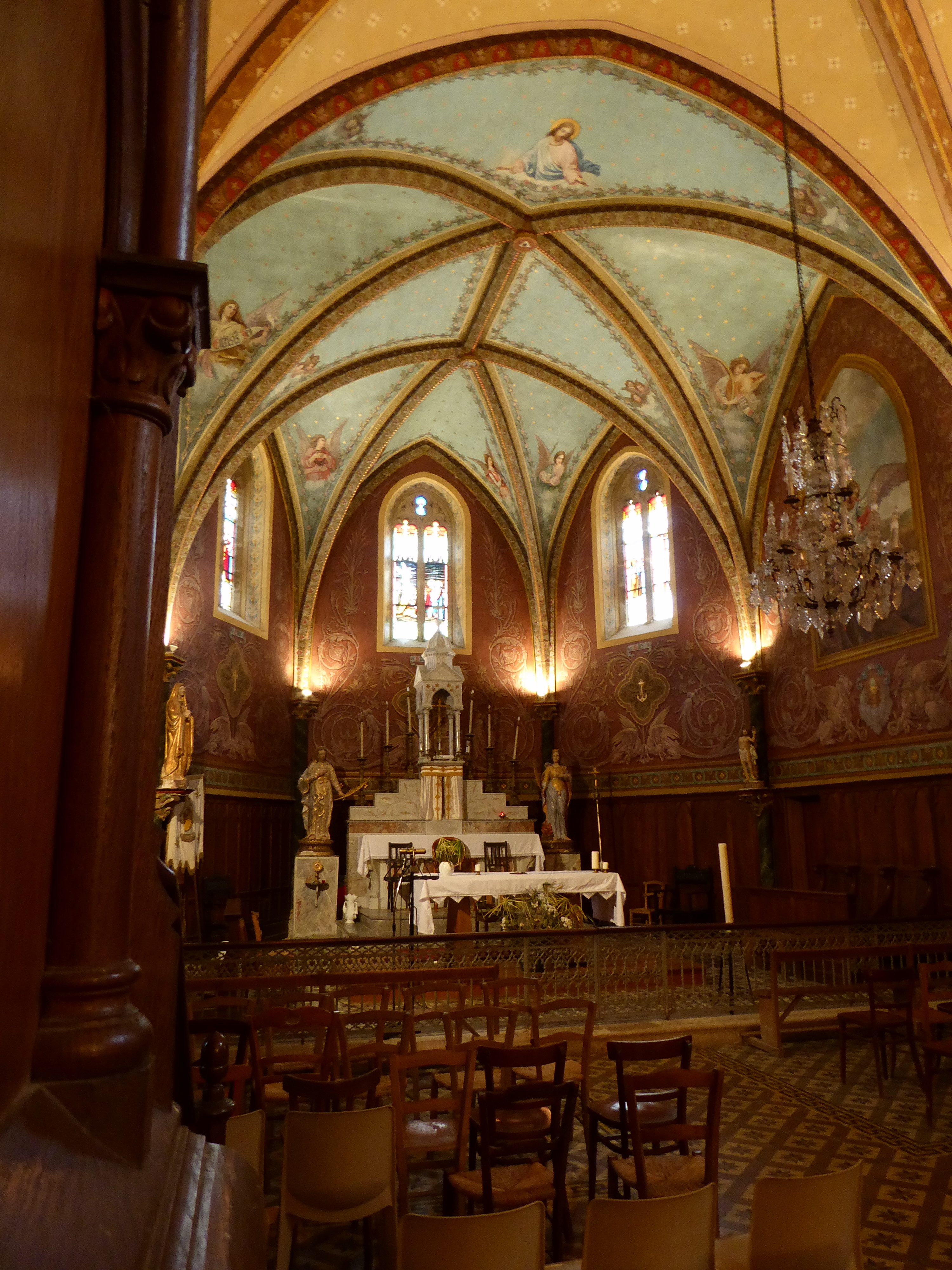
Le chœur.
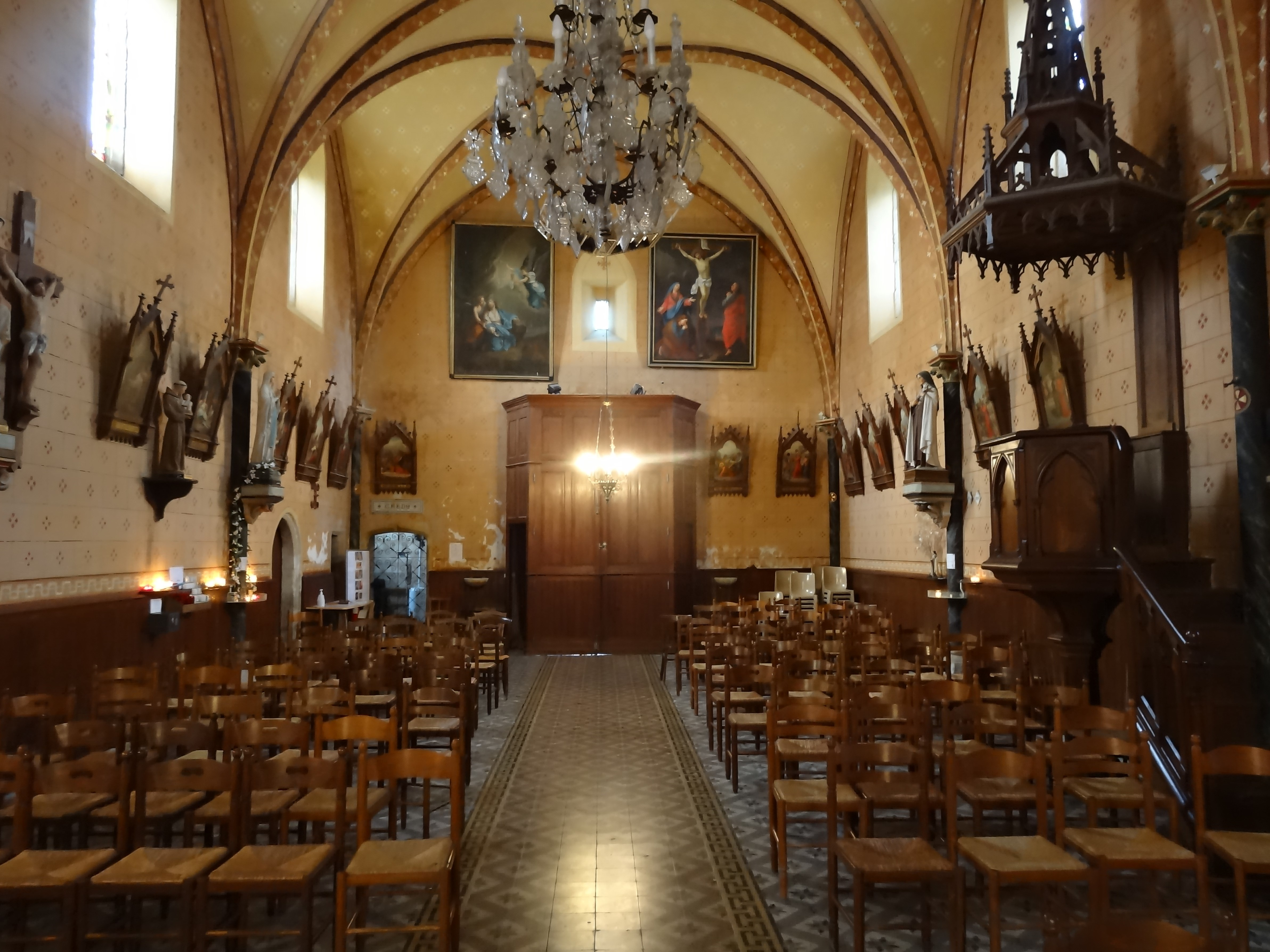
La nef.

- Château de Gachepouy, ancien château gascon rénové aux XVIe et XVIIe siècles, en ruines.

Château situé au lieu-dit Gachepouy à 2 km à l'est du village, sur une motte circulaire. Construit initialement au 14e siècle, doté de bouches à feu au 16e siècle. Reconstruit et aménagé en résidence de 1579 à 1584 pour Anne d'Aydie-Guittinières, baronne de Pordéac. Elévation d'une tour avec escalierr en 1601 (aujourd'hui disparue), pour Catherine des Fontaines d’Hébrail, par Raymond Salles, maître maçon de Lavit-de-Lomagne.
Le château se présente sous forme d'un corps central rectangulaire de 2 étages. Il est flanqué au nord-ouest d’une tour carrée qui reste plus élevée que le corps principal, et dont la base dominant la pente de la colline présente un fort talus ; et au sud-ouest d’une partie beaucoup plus large, constituée de deux tours carrées, très dégradées, dont l’une qui correspond à la rénovation de 1601 et qui comprenait le grand escalier. Des éléments de décoration subsistent, dont une niche ornée d’une coquille.
Le château est encore habité et meublé au début du 20e siècle. Abandonné durant la première guerre mondiale. Propriété privée. Visite des extérieurs.

Le château de Gachepouy
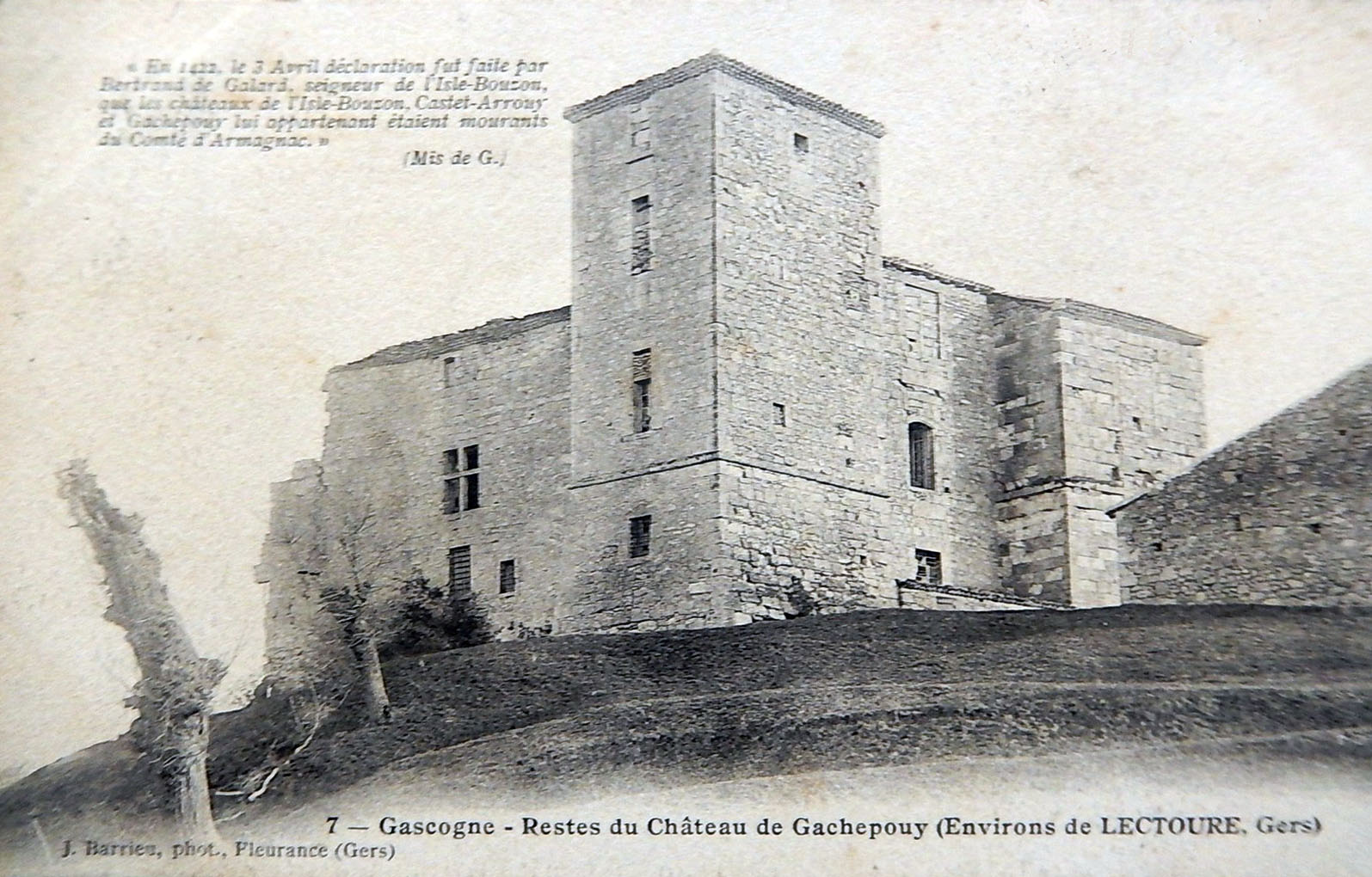
Le château au début du XXe siècle.
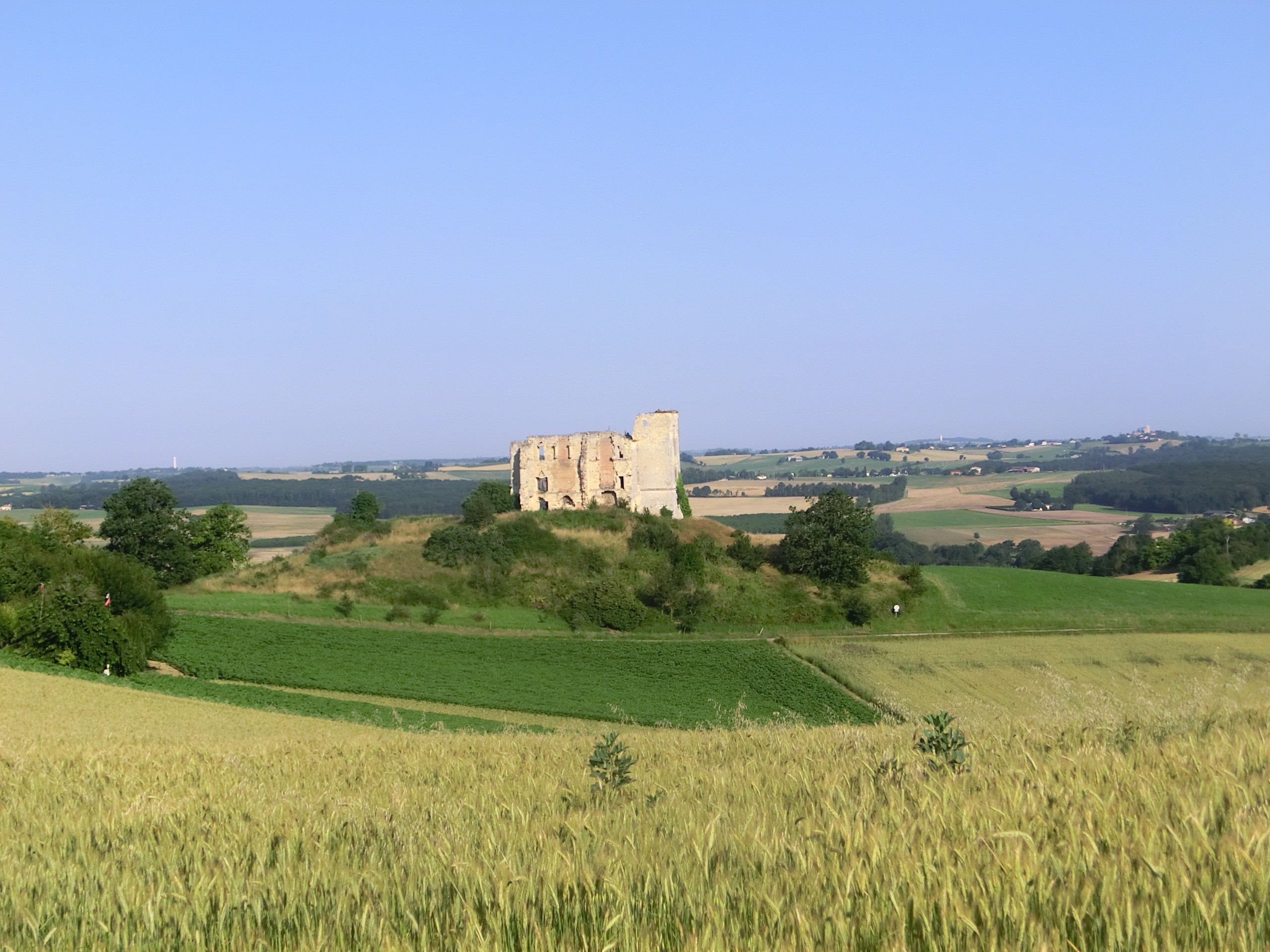
Ruines du château en 2013...
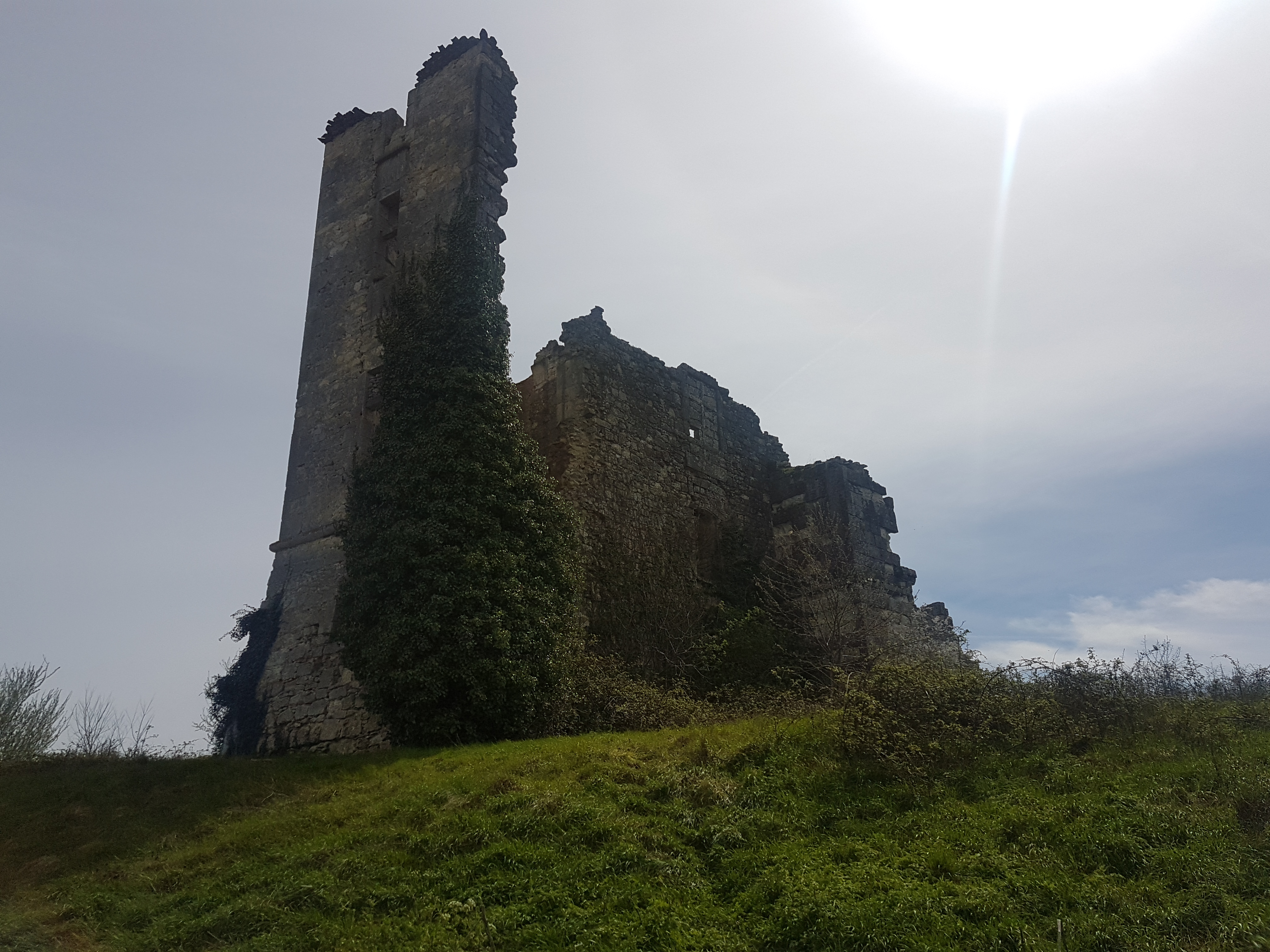
.. et en 2018.

- Pigeonniers, 3 jolis pigeonniers à voir au village :

- Pigeonnier situé à l'entrée ouest du village, en bordure de la départementale 23. Pigeonnier carré intégré au gîte communal.
- Pigeonnier situé à l'entrée ouest du village, au croisement des départementales 23 et 218. Pigeonnier carré adossé à une grange en bois.
- Pigeonnier carré isolé situé juste à l'entrée du village, route de Cavaillat.
- Puits, 3 jolis puits à voir au village, dont un puits gallo-romain situé devant le cimetière.

Autres lieux et monuments
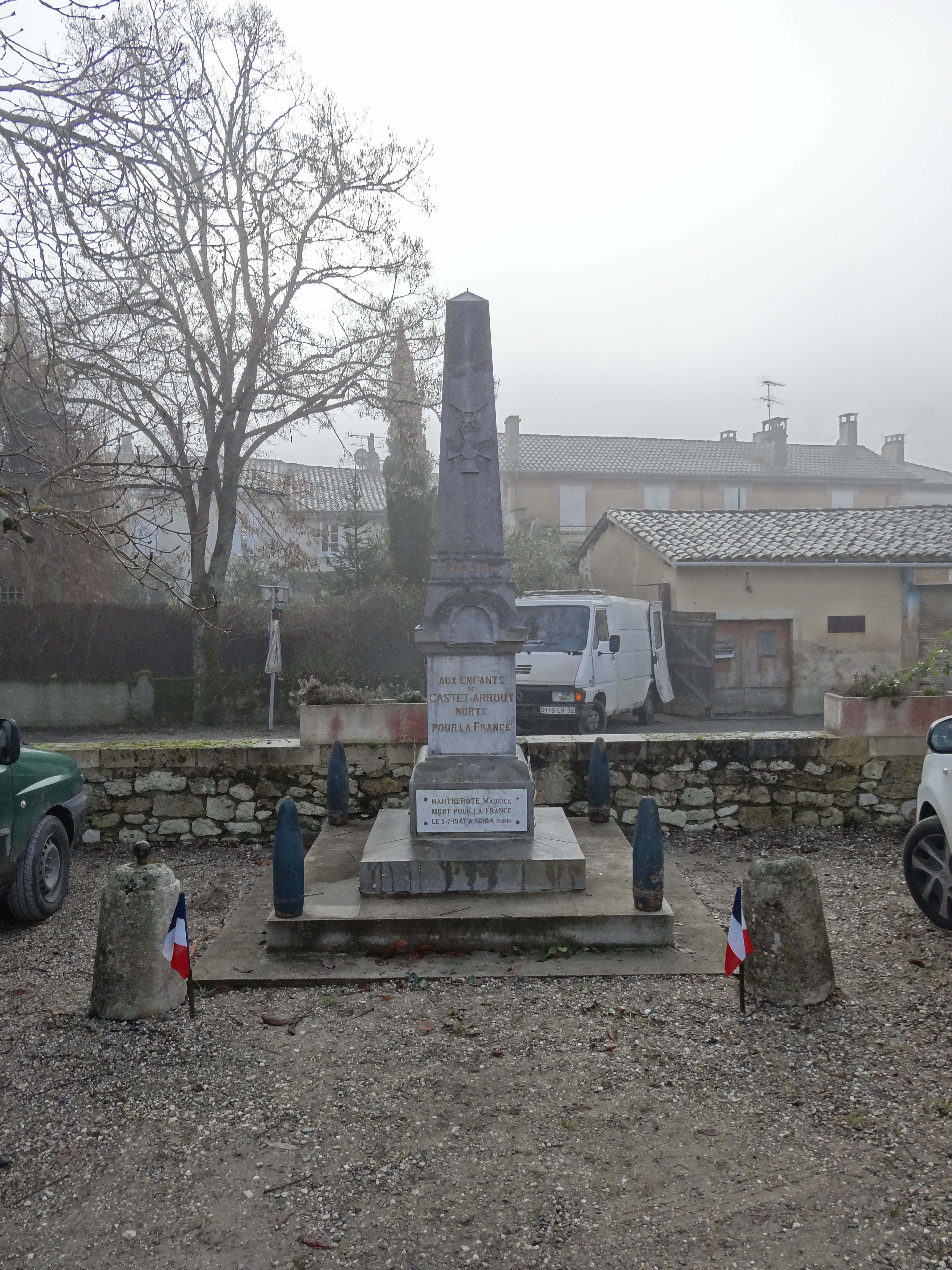
Le monument aux morts situé en face de la mairie.
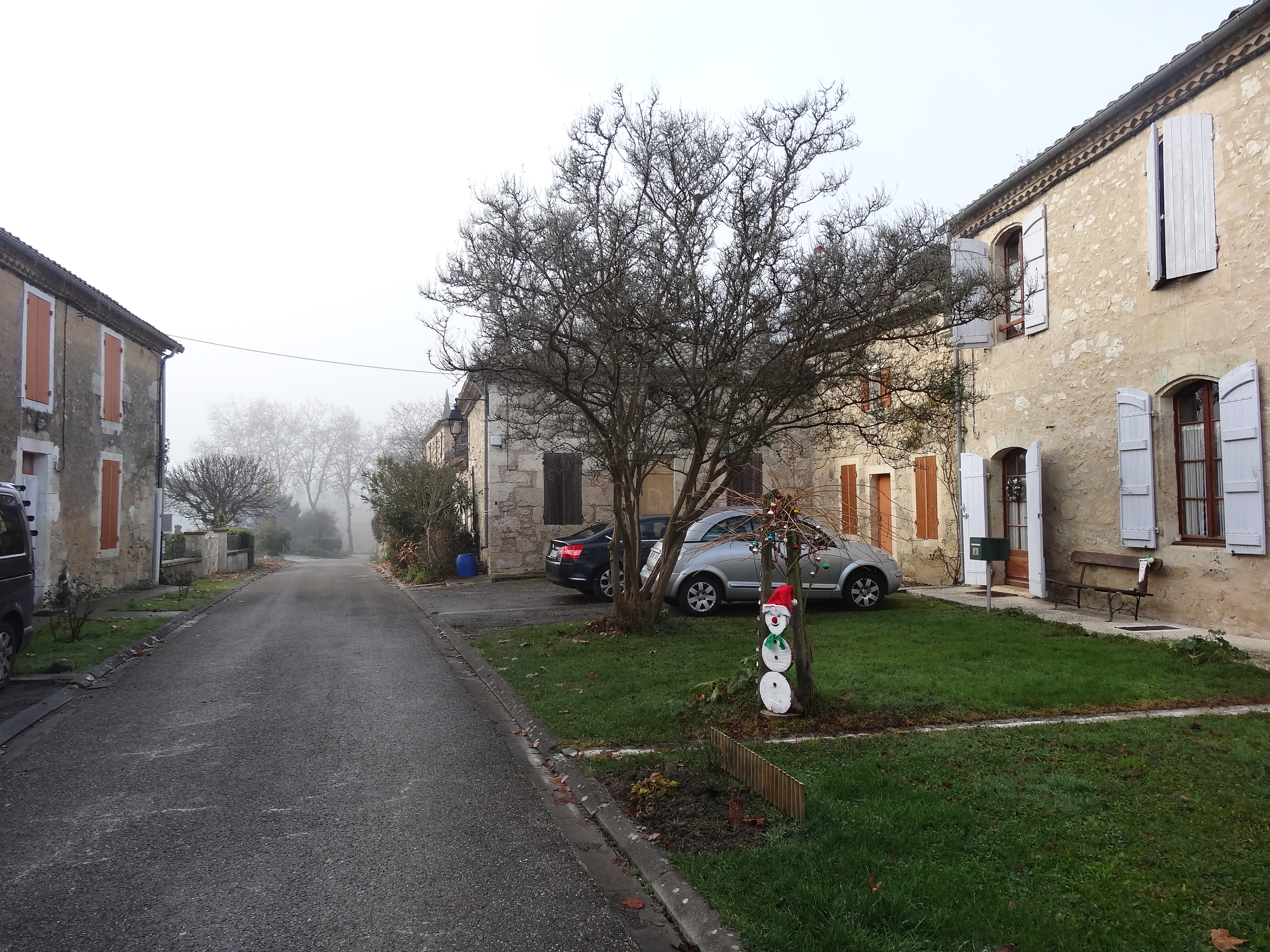
Rue centrale en hiver.
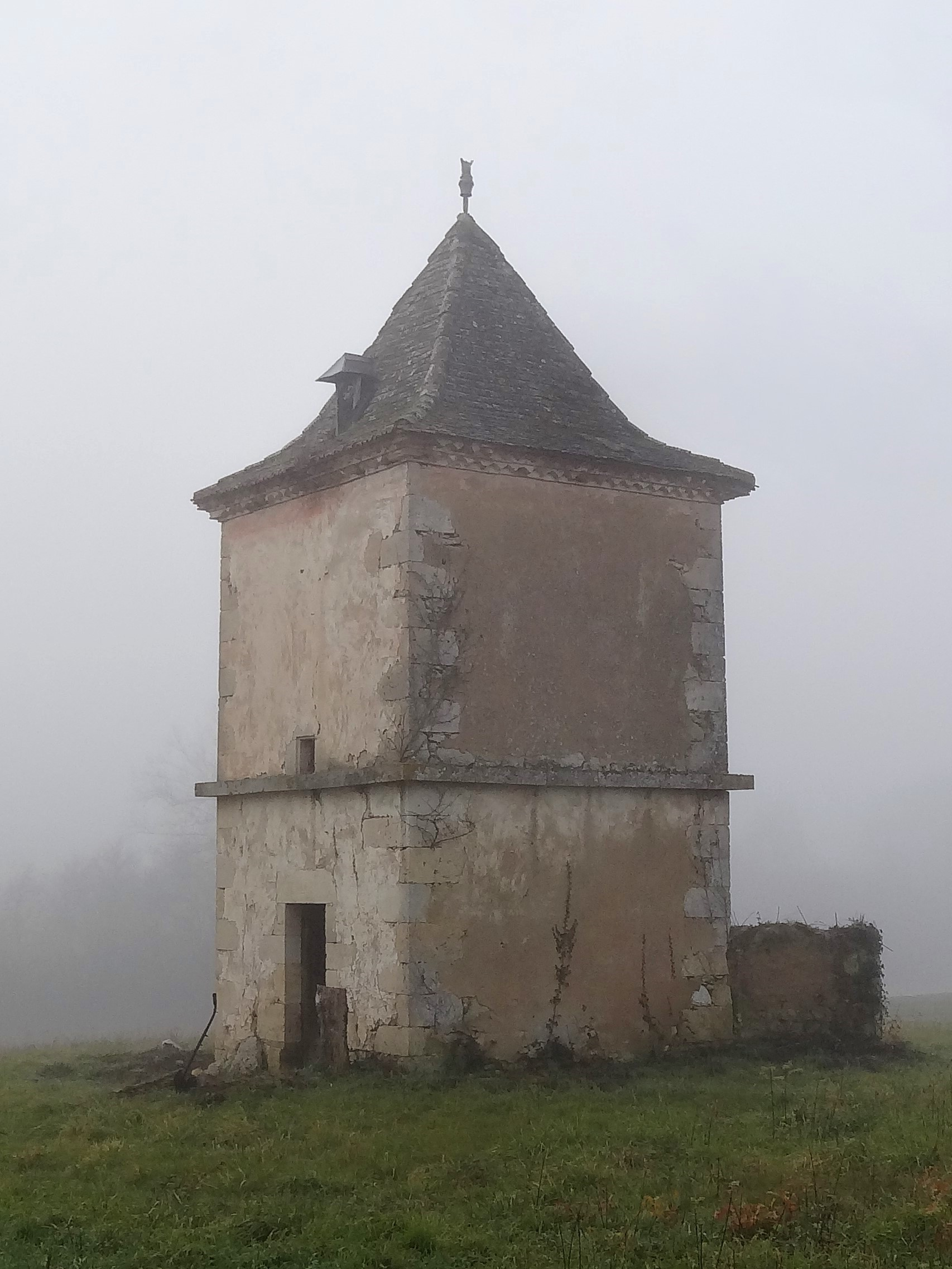
Pigeonnier par une matinée de brouillard.

### Héraldique
| Blason | Blasonnement : Écartelé : au premier et au quatrième d'argent au lion de gueules, au deuxième et au troisième d'azur à la gerbe de blé d'or liée de gueules. |

### Pèlerinage de Compostelle
Castet-Arrouy est situé sur le Gr 65, la via Podiensis du pèlerinage de Saint-Jacques-de-Compostelle du Puy-en-Velay à Saint-Jean-Pied-de-Port. Le chemin de Compostelle traverse le village. La commune dispose d'ailleurs d'un gîte communal accolé à la mairie.
On vient de Miradoux pour continuer vers Lectoure.

Pèlerinage de Compostelle à Castet-Arrouy
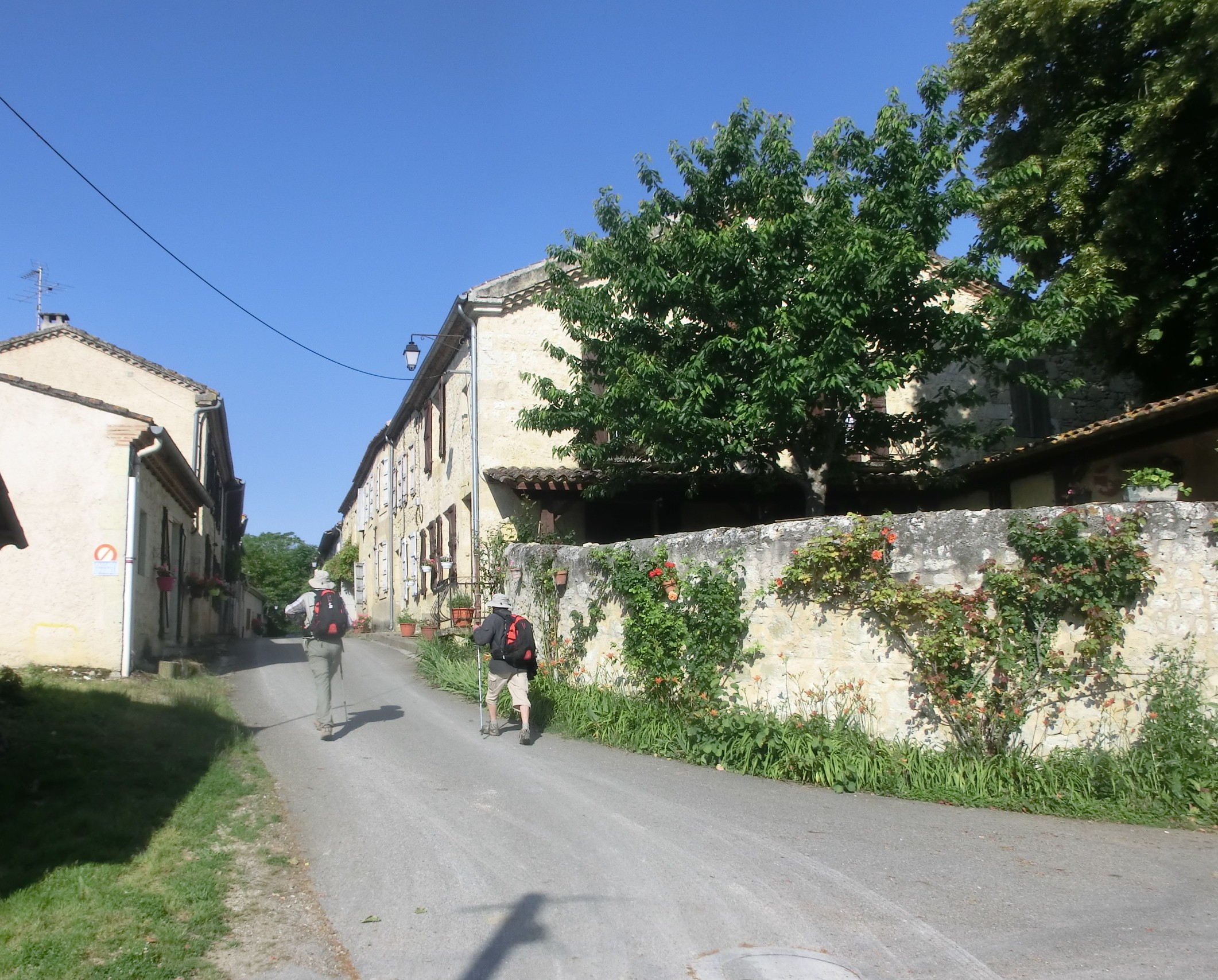
Pèlerins traversant le village.
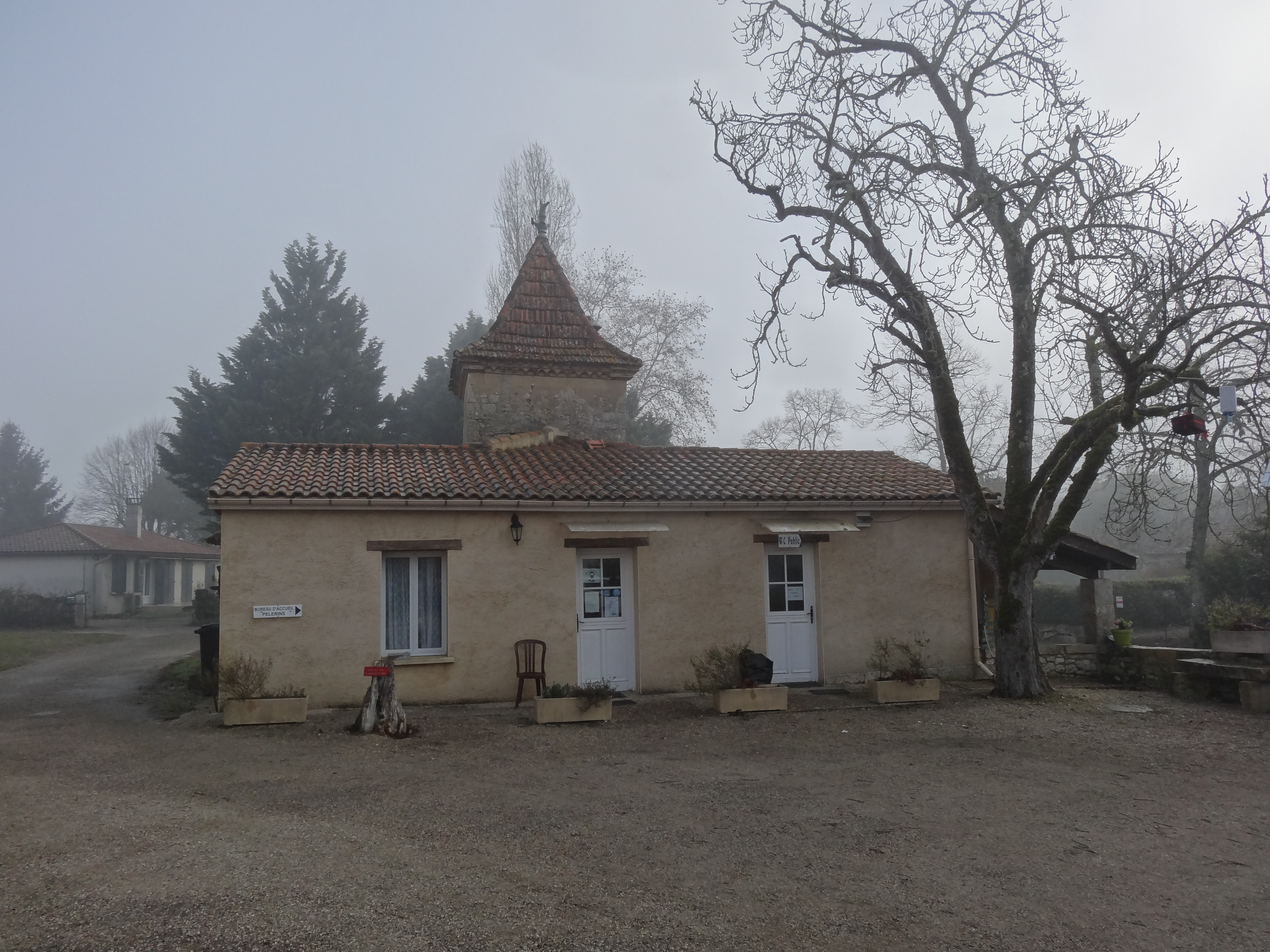
Bureau d'accueil des pèlerins.